# Erich Leo Lehmann

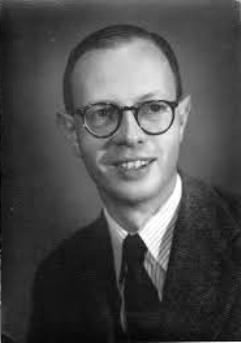
E L Lehmann

Erich Leo Lehmann (Strasburgo, 20 novembre 1917 – Berkeley, 12 settembre 2009) è stato uno statistico statunitense, e ha contribuito alla statistica non parametrica ed ai test di verifica d'ipotesi.

## Biografia
Nato in una famiglia di origini ebraiche, lascia la Germania con la sua famiglia nel 1933, quando i Nazisti salgono al potere, per rifugiarsi in Svizzera. Passa cinque anni a Zurigo e due al Trinity College di Cambridge, studiando matematica. Arriva a New York alla fine del 1940, nel quadro degli accordi di immigrazione tra la Francia (Strasburgo, dov'è nato, era francese) e gli Stati Uniti d'America.
Consegue il MA nel 1942 e il PhD nel 1946, alla University of California, dove insegna fin dal 1942. Nel 1944-1945 lavora come analista per l'aviazione statunitense, 1950–51 insegna alla Columbia University e alla Princeton University, nel 1951–1952 è visiting associate professor alla Stanford University.
È stato editore degli The Annals of Mathematical Statistics nonché presidente dell'"Institute of Mathematical Statistics" e membro della "American Academy of Arts and Sciences" e della "National Academy of Science".
"Come internato dei Nazisti, ho perso la mia terra, il mio linguaggio, e i miei amici," ha scritto nella postfazione del suo libro di memoria Reminiscences of a Statistician, pubblicato nel 2008.
Nel 1996 gli è stato assegnato il Premio Samuel S. Wilks dall'American Statistical Association.
Nel 1997, in occasione dell'ottantesimo compleanno di Lehmann, il dipartimento di statistica della University of California istituì l'"Erich Lehmann Fund in Statistics", che sostiene gli studenti del dipartimento.

## Opere
- Basic Concepts of Probability and Statistics, 1964, coautore J. L. Hodges
- Elements of Finite Probability, 1965, coautore J. L. Hodges
- Nonparametrics: Statistical Methods Based on Ranks, 1975
- Testing Statistical Hypotheses, 1959
- Theory of Point Estimation, 1983
- Reminiscences of a Statistician. The Company I Kept, 2008

### Articoli
- E.L. Lehmann e H. Scheffé, Completeness, similar regions, and unbiased estimation. I., in Sankhyā: the Indian Journal of Statistics, vol. 10, n. 4, 1950,  pp. 305-340, JSTOR 25048038, MR 39201.
- E.L. Lehmann e H. Scheffé, Completeness, similar regions, and unbiased estimation. II, in Sankhyā: the Indian Journal of Statistics, vol. 15, n. 3, 1955,  pp. 219-236, JSTOR 25048243, MR 72410.